# Blaassilene
De blaassilene (Silene vulgaris) is een plant uit de anjerfamilie (Caryophyllaceae). Het is een in België en Nederland vrij algemeen voorkomende plant.

## Kenmerken
De plant wordt 30-60 cm hoog. De verticale stengels zijn onbehaard en komen op uit een gebogen, diep in de grond vertakte wortelstok. Op de knopen van de stengels zitten smalle, tegenoverstaande bladeren.
De aan elke stengel hangende bloemen zijn dag en nacht geopend. 's Avonds verspreiden de bloemen een aangename klavergeur, en trekken dan bijen en nachtvlinders aan. De bloeiperiode loopt van mei tot september. De vijf witte kroonbladen zijn diep ingesneden. De kelkbuis is sterk opgeblazen en gelig tot paarsachtig geaderd. Aan deze kelkbuis dankt de plant haar naam. De bloemen zijn vaak tweeslachtig, waarbij zelfbestuiving niet optreedt doordat de mannelijke en vrouwelijke bloemen niet gelijktijdig rijp zijn.

## Naam
De blaassilene kreeg in 1753 van Linnaeus in Species plantarum de wetenschappelijke naam Cucubalus behen. In 1794 plaatste Conrad Moench de plant in het door hem gecreëerde geslacht Behen. Omdat de naam "Behen behen" een tautoniem is, wat in de botanie niet is toegestaan, gaf hij de soort het nomen novum Behen vulgaris. In 1799 plaatste August Wilhelm Eberhard Christoph Wibel de soort in het geslacht Silene. In dat geslacht was de soortnaam "behen" ook niet beschikbaar omdat er al een Silene behen L. (van 1753) bestond. Wibel gaf de soort daarom opnieuw een nomen novum: "Silene cucubalus". Die hernoeming was echter overbodig, en daarom niet toegestaan, omdat de naam Silene vulgaris nog beschikbaar was. In 1869 herstelde Christian August Garcke de fout toen hij de combinatie Silene vulgaris voor deze soort publiceerde.

## Voorkomen
In Europa komt de plant voor van Noorwegen en Lapland tot de Middellandse Zee, hierbuiten van Noord-Afrika tot Siberië en Japan. De plant wordt aangetroffen op matig voedselrijke, iets droge zand-, klei- en leemgrond, in bermen en tegen hellingen, in de duinen en op grazige grond. De plant prefereert een zonnige standplaats. In Noord-Amerika is de plant ingevoerd.

## Ecologischeaspecten
De nectar bevindt zich aan de basis van de kelk, zodat insecten zich ver in de buis moeten wringen om de nectar te bereiken. Dit zou bestuiving verzekeren, ware het niet dat hommels geleerd hebben deze lastige weg te omzeilen door aan de basis een gat te bijten.

## Toepassingen
Bladen en jonge scheuten zijn eetbaar. In sommige streken werden de bladen vroeger in salades verwerkt. De bladen moeten dan wel voor de bloei geplukt worden. Ze zijn na vijf tot tien minuten koken ook geschikt voor gebruik in soep.
De blaassilene is vroeger ook als geneesmiddel gebruikt. Buiten Nederland treft men de Blaassilene ook wel in hooilanden aan, ze zou de melkproductie van koeien bevorderen.

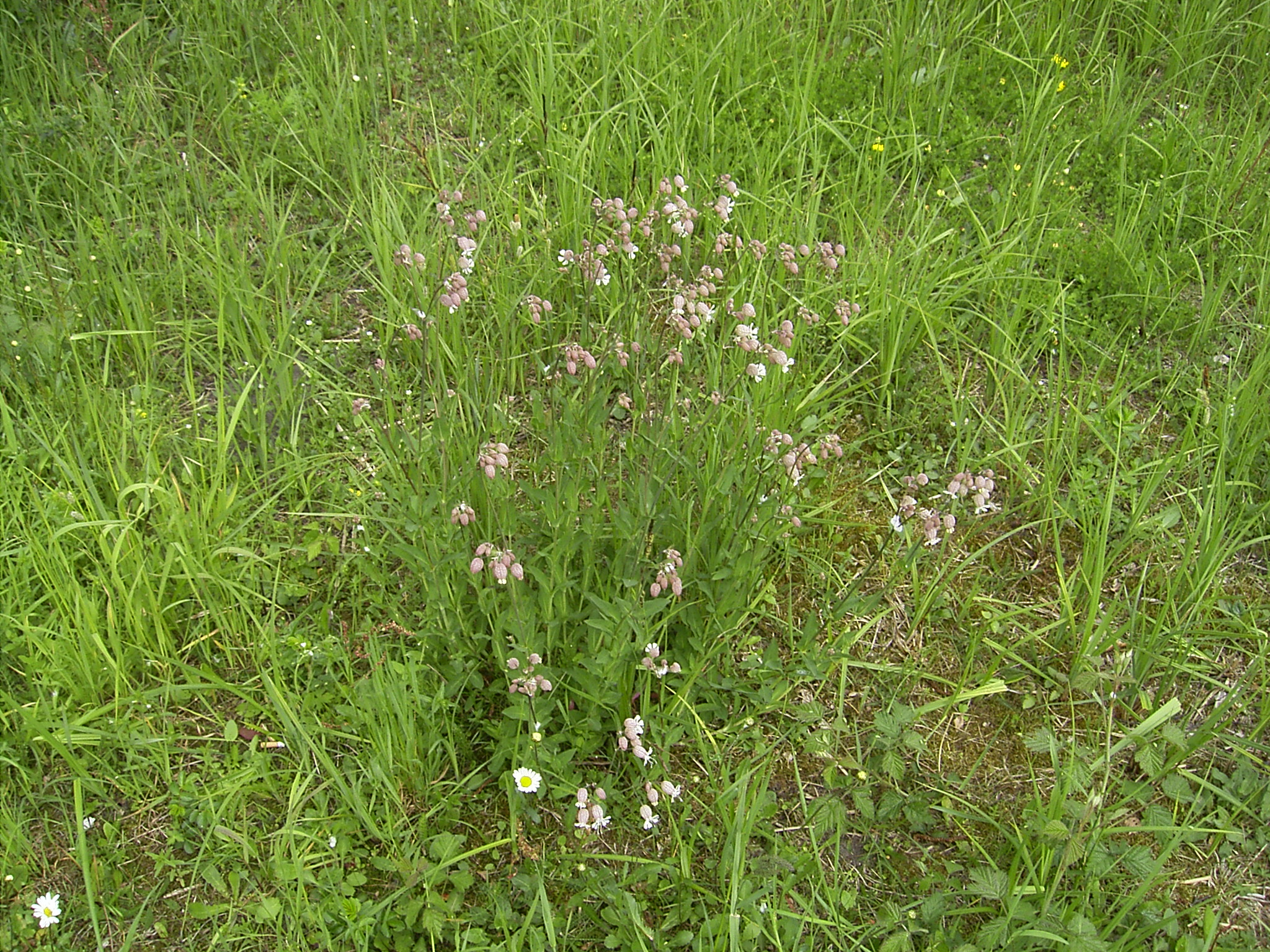
Blaassilene overzicht
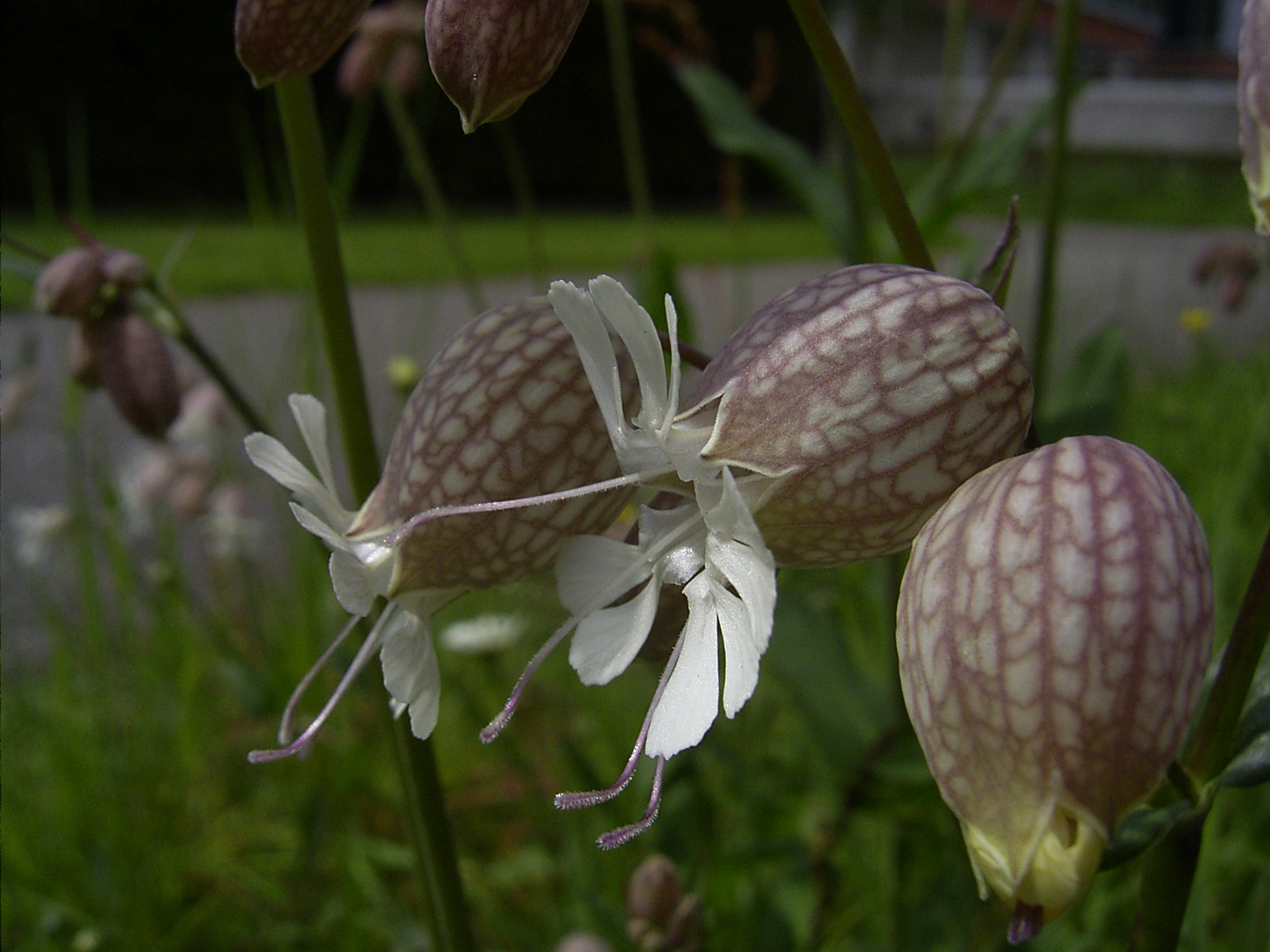
Blaassilene bloem
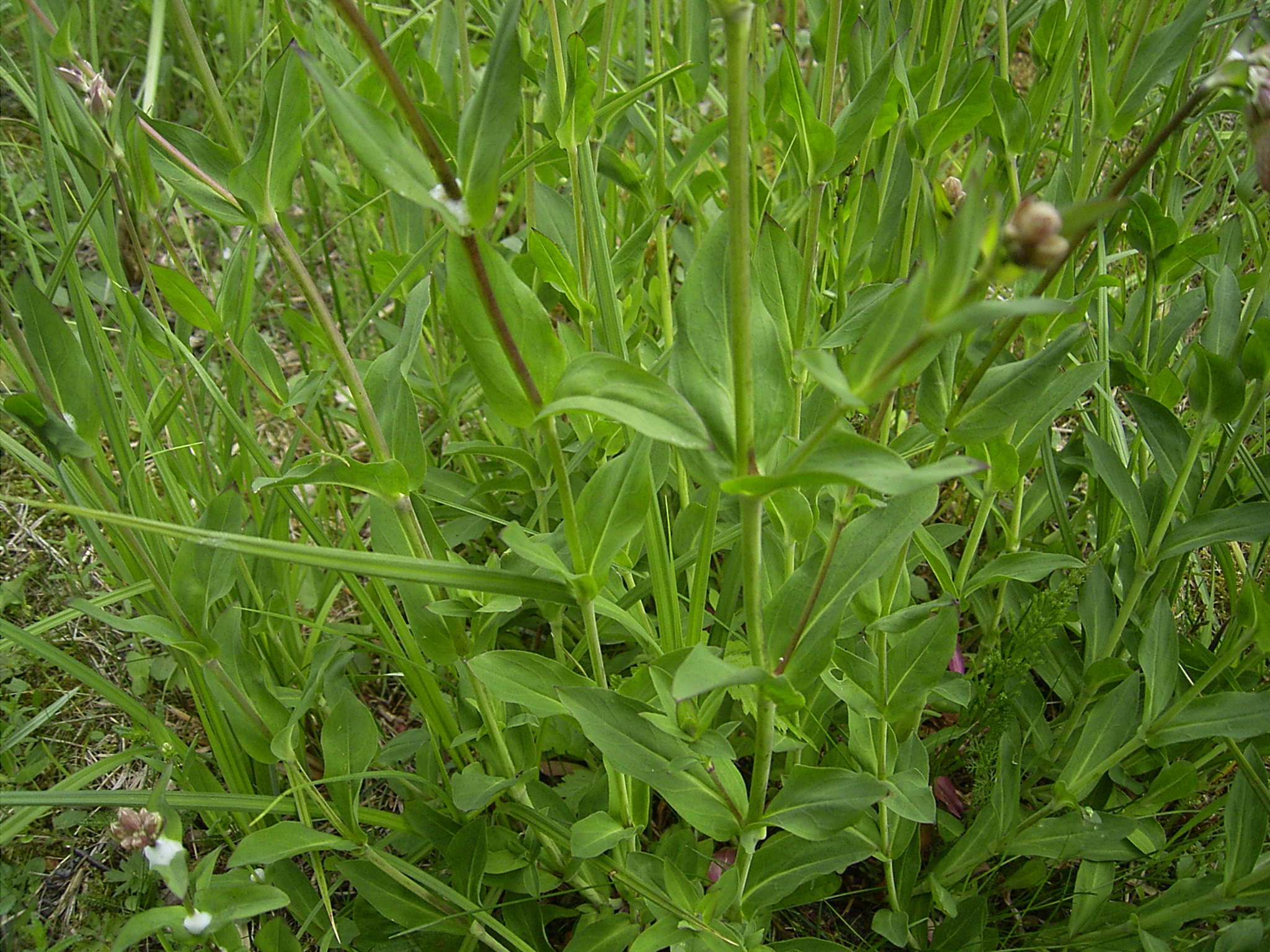
Blaassilene stengel